# Tourbillon (dynamique des fluides)
Pour les articles homonymes, voir Tourbillon.

Représentation du tourbillon dans un cylindre.

En dynamique des fluides, le tourbillon (swirl en anglais) est un phénomène aérodynamique utilisé dans les moteurs à combustion interne. Il s'agit de donner aux gaz frais, introduits dans la chambre de combustion du moteur lors de la phase d'admission, une vitesse de rotation autour d'un axe axial à celui du cylindre afin d'améliorer l'homogénéité du mélange air-carburant dans la chambre de combustion. La vitesse de combustion ainsi améliorée, le rendement de combustion du moteur est meilleur ; pour un moteur à allumage commandé, la sensibilité au cliquetis est également diminué puisque le front de flamme parcourt plus rapidement la chambre de combustion.

## Génération du tourbillon
La vitesse de rotation axiale est induite par la forme de l'écoulement de l'air à l'admission. Le tourbillon est donc généré par l'inclinaison des lumières dans un moteur deux temps et par la dissymétrie des vitesses de l'air autour des soupapes d'admission dans un moteur quatre temps. Dans ce dernier, la dissymétrie est créée soit par la position tangentielle des soupapes d'admission, soit par la forme hélicoïdale de la tubulure d'admission, soit encore par un déflecteur placé sur les soupapes. Contrairement au tumble, un phénomène aérodynamique analogue, le tourbillon subsiste pendant la phase de compression de la chambre jusqu'au point mort haut.
Le tourbillon est plus difficile à générer lorsqu'il s'agit d'un moteur avec une culasse à 4 soupapes symétriques du fait justement de cette particularité géométrique. Une solution, proposée par le système V-TEC de Honda, consiste à limiter, voire empêcher, l'ouverture d'une des deux soupapes d'admission. L'inconvénient de ce système est en revanche d'augmenter de façon importante à hauts régimes les pertes par pompage.

## Taux de tourbillon
Le taux de tourbillon est le rapport entre la vitesse de rotation de l'air et la vitesse de rotation du moteur.